# Хенк, Херберт
Херберт Хенк (нем. Herbert Henck; род. 28 июля 1948, Трейза, ныне в составе Швальмштадта — 	17 января 2025) — немецкий пианист и музыковед.
Учился в консерваториях Мангейма, Штутгарта, Кёльна, в том числе у Алоиса Контарски. В 1974 г. стал победителем Международного конкурса исполнителей «Гаудеамус».
Исполняет по преимуществу музыку XX века — произведения Джорджа Антейла, Шарля Кеклена, Эрика Сати, Арнольда Шёнберга, Джона Кейджа, Конлона Нанкарроу, Дьйрдь Лигети, Пьера Булеза, Карлхайнца Штокхаузена, Йозефа Маттиаса Хауэра, Вольфганга Рима, Чарльза Айвза, Мортона Фельдмана, Федерико Момпоу, Александра Мосолова, Артура Лурье и других композиторов.

## Книги
Автор работ о пианистическом искусстве, музыке Штокхаузена, Хауэра и др. В 1980—1985 гг. выпустил пять томов ежегодника «Новая земля: Зарождение музыки будущего» (нем. Neuland – Ansätze der Musik zur Gegenwart).

## Признание
Кранихштайнская музыкальная премия (1972), премия немецкой критики в номинации Музыка (1986), музыкальная премия Шнайдера-Шотта г. Майнц (1989) и др. национальные премии.